# Susanne Matthiessen
Susanne Matthiessen (* Januar 1963 in Westerland auf Sylt) ist eine deutsche Journalistin und Buchautorin. Sie lebt in Berlin und auf Sylt.

## Leben und Wirken
Matthiessen legte am Gymnasium Sylt das Abitur ab und studierte von 1982 bis 1987 Journalistik an der Ludwig-Maximilians-Universität München mit dem Abschluss als Diplom-Journalistin. Parallel absolvierte sie in München die Redakteursausbildung an der Deutschen Journalistenschule.
Matthiessen begann zunächst als Redakteurin bei Radio Schleswig-Holstein in Kiel. Nach dem Mauerfall übernahm sie in Berlin 1990 die Programmleitung von Inforadio Berlin („Info101“). Mitte der 1990er Jahre war sie als Medienunternehmerin tätig und Mitgesellschafterin unter anderem des Privatsenders BB Radio. Nach der Jahrtausendwende verkaufte sie die meisten ihrer Anteile und kehrte in den Journalismus zurück. Von 1998 bis 2002 arbeitete sie als stellvertretende Redaktionsleiterin für den ARD-Polittalk Sabine Christiansen. Zwischen 2002 und 2007 war sie als freie Journalistin unter anderem für die ARD-Magazine Kontraste, Presseclub, und für Gabi Bauer tätig.
2007 übernahm Matthiessen als Geschäftsführerin den dpa audio und video service. 2011 verließ sie das Unternehmen und ging als Producer zur Produktionsfirma „Riverside Entertainment“ in Hamburg, einer Tochter der Studio Hamburg Production Group.

## Veröffentlichungen
- Ozelot und Friesennerz. Roman einer Sylter Kindheit. Ullstein, Berlin 2020, ISBN 978-3-550-20064-9.
- Diese eine Liebe wird nie zu Ende gehn. Roman einer Sylter Jugend. Ullstein, Berlin 2022, ISBN 978-3-550-20191-2.
- Lass uns noch mal los. Ullstein, Berlin 2024, ISBN 978-3-550-20267-4.